# Дніпробуд I
Дніпробуд І — тупикова вантажна залізнична станція Запорізької дирекції Придніпровської залізниці на неелектрифікованій лінії Канцерівка — Дніпробуд I. Розташована у правобережній частині Дніпровського району міста Запоріжжя. Поруч зі станцією пролягає автошлях національного значення Н08. Станція практично не експлуатується.

## Історія
На початку XX століття залізничне сполучення повністю лівобережного тоді Олександрівська із правобережною частиною України здійснювалося не через острів Хортиця, як нині, а північніше острова був зведений Кічкаський міст, через який й була прокладена залізниця, що проіснувала у 1904—1931 роках. Залізниця забезпечувала сполучення між Донбасом та Криворіжжям.
Долю цього мосту вирішив проєкт будівництва Дніпровської ГЕС. Після  закінчення будівництва гідроелектростанції та нових металевих мостів через острів Хортиця, потреба у Кічкаському мості відпала. Він потрапляв у зону затоплення у верхньому б'єфі греблі (також було затоплене водами Дніпровського водосховища менонітське село Ейнлаге). 6 листопада 1931 року Кічкаський міст був демонтований.
Після демонтажу Кічкаського мосту, для залізниці та автомобілів побудували інші мости — через острів Хортиця, а залізнична лінія, яка вела до мосту, стала тупиковою. Станція, яка колись була діючою, просто зникла через свою непотрібність. Наразі, таких однойменних станцій в місті є дві — Дніпробуд І, що поруч із однією із основних магістралей правого берега Запоріжжя, яка й з'явилася під час будівництва гідроелектростанції, а також станція Дніпробуд II, що розташована у Хортицькому районі міста Запоріжжя, яка використовувалась тоді для будівництва мостів через острів Хортиця.
Нині мешканці міста, переїжджаючи річку Дніпро греблею ДніпроГЕС мають можливість побачити колишню залізничну лінію на перетині вулиць Гребельної та Рельєфної.